# Romney, Hythe & Dymchurch Railway

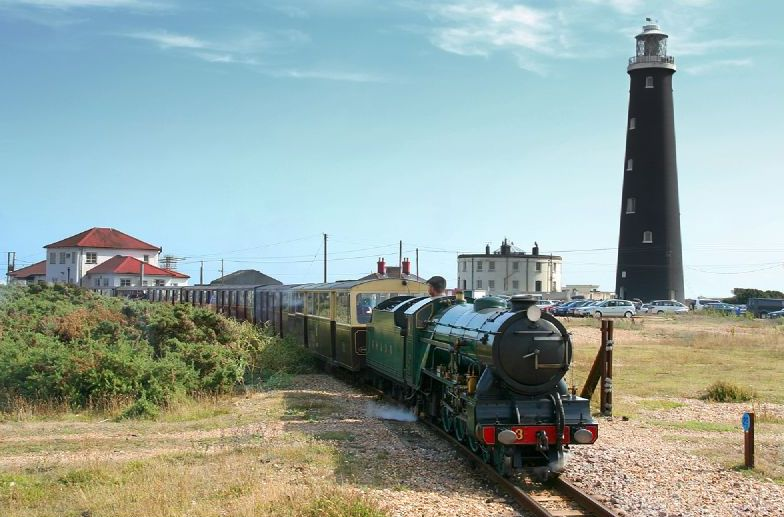

Romney, Hythe & Dymchurch Railway är en järnväg i det engelska grevskapet Kent. Den ca 23 km långa banan med startpunkt i Hythe har den mycket smala spårvidden 381 mm (15 tum). Järnvägen fungerar idag huvudsakligen som turistjärnväg men fyller också vissa samhällsfunktioner som att transportera skolelever mellan orter längs sträckan. Romney, Hythe & Dymchurch Railway trafikeras av ångloksdragna tåg.